# Гвідо Альваренга
Гвідо Альваренга (ісп. Guido Alvarenga; нар. 24 серпня 1970, Асунсьйон) — колишній парагвайський футболіст, що грав на позиції півзахисника.
Виступав, зокрема, за клуб «Серро Портеньйо», а також національну збірну Парагваю, разом з якою був учасником Олімпійських ігор 1992 року в Барселоні, чемпіонату світу 2002 року у Японії і Південної Кореї, а також трьох Кубків Америки.

## Клубна кар'єра
У дорослому футболі дебютував 1989 року виступами за «Серро Портеньйо», в якому провів три сезони.
У 1991 році Альваренга переїхав у Аргентину, де спочатку виступав за «Депортіво Мандіуй», а потім за «Банфілд».
У 1997 році Гвідо недовго пограв за перуанський «Універсітаріо», після чого повернувся в «Серро Портеньйо». Цього разу відіграв за команду з Асунсьйона наступні три сезони своєї ігрової кар'єри. Крім того, у 2000 році він на правах оренди виступав за японський «Кавасакі Фронтале».
У сезоні 2001/02 Альваренга виступав за мексиканський «Леон», після чого повернувся на батьківщину, ставши гравцем «Олімпії» (Асунсьйон), з якою в 2003 році виграв свій єдиний трофей — Рекопу Південної Америки, відігравши увесь матч проти аргентинського «Сан-Лоренсо» (2:0).
Протягом 2004 року захищав кольори клубів «Лібертад» та «Спорт Колумбія», після чого повернувся до «Олімпії» (Асунсьйон) і захищав її кольори до припинення виступів на професійному рівні у 2006 році.

## Виступи за збірну
Не маючи жодного матчу за збірну, 1991 року Гвідо був включений в заявку збірної на Кубок Америки 1991 року у Чилі, але на поле так і не вийшов. У 1992 році Альваренга взяв участь у Олімпійських іграх у Барселоні, де парагвайці дійшли до чвертьфіналу, а Гвідо зіграв у двох матчах — проти Швеції (0:0) і Гани (2:4).
Лише 1995 року Гвідо дебютував в офіційних матчах у складі національної збірної Парагваю, а через вісім років йому вдалося дебютувати на домашньому Кубку Америки 1999 року у Парагваї. У 2001 році він втретє взяв участь у Кубку Америки. На турнірі він зіграв в поєдинках проти збірних Перу, Мексики та Бразилії. У поєдинку проти бразильців він забив гол за національну команду, але його команда поступилась 1:3 і не змогла вийти з групи.
У 2002 році Альвренга потрапив в заявку на чемпіонат світу 2002 року в Японії і Південній Кореї. На турнірі Гвідо зіграв в поєдинках проти збірних Словенії та ПАР, а його збірна вийшла з групі і в 1/8 фіналу поступилась 0:1 майбутнім фіналістам німцям.
Всього протягом кар'єри у національній команді, яка тривала 9 років, провів у формі головної команди країни 25 матчів, забивши 3 голи.

## Титули і досягнення
- Переможець Рекопи Південної Америки (1):

«Олімпія» (Асунсьйон): 2003